# 553 a.C.

## Eventos
- Ciro I, xá aquemênida dá início aos combates contra o Reino de Astíages, as guerras vão durar três anos, ao fim dos quais conseguiu tomar o reino Meda dando início ao grande Império Aquemênida que iria durar mais de dois séculos.